# Линдар
Линдар (хорв. Lindar) — населений пункт у Хорватії, в Істрійській жупанії у складі міста Пазин.

## Населення
Населення за даними перепису 2011 року становило 402 осіб.
Динаміка чисельності населення поселення:

## Клімат
Середня річна температура становить 11,76 °C, середня максимальна – 25,29 °C, а середня мінімальна – -2,37 °C. Середня річна кількість опадів – 1092 мм.
| Клімат поселення                              | Клімат поселення | Клімат поселення | Клімат поселення | Клімат поселення | Клімат поселення | Клімат поселення | Клімат поселення | Клімат поселення | Клімат поселення | Клімат поселення | Клімат поселення | Клімат поселення | Клімат поселення |
| Показник                                      | Січ.             | Лют.             | Бер.             | Квіт.            | Трав.            | Черв.            | Лип.             | Серп.            | Вер.             | Жовт.            | Лист.            | Груд.            |                  |
| Середній максимум, °C                         | 8,92             | 9,58             | 12,24            | 16,24            | 20,84            | 24,61            | 25,29            | 24,79            | 20,32            | 15,99            | 11,08            | 8,26             |                  |
| Середня температура, °C                       | 3,27             | 3,95             | 6,61             | 10,59            | 15,19            | 18,96            | 21,44            | 20,94            | 16,46            | 12,12            | 7,21             | 4,41             |                  |
| Середній мінімум, °C                          | −2,37            | −1,7             | 0,96             | 4,93             | 9,56             | 13,31            | 17,59            | 17,08            | 12,60            | 8,28             | 3,36             | 0,57             |                  |
| Норма опадів, мм                              | 81               | 67               | 80               | 90               | 77               | 92               | 66               | 92               | 96               | 120              | 129              | 102              |                  |
| Середньомісячна швидкість вітру, м/с          | 2.04             | 2.32             | 2.51             | 2.49             | 2.25             | 2.15             | 2.10             | 2.05             | 2.05             | 2.21             | 2.30             | 2.23             |                  |
| Середньомісячна сонячна радіація, кДж/м²·день | 4534             | 7426             | 10664            | 14962            | 19210            | 20765            | 21859            | 18798            | 13962            | 9025             | 4989             | 3843             |                  |
| --------------------------------------------- | ---------------- | ---------------- | ---------------- | ---------------- | ---------------- | ---------------- | ---------------- | ---------------- | ---------------- | ---------------- | ---------------- | ---------------- | ---------------- |
| Джерело:                                      |                  |                  |                  |                  |                  |                  |                  |                  |                  |                  |                  |                  |                  |